# Miguel Cuaderno sr.
Miguel Cuaderno sr. (Manilla, 12 december 1890 - 14 januari 1975) was een Filipijns minister van Financiën en de eerste gouverneur van de Filipijnse centrale bank. 

## Biografie
Miguel Cuaderno werd geboren op 12 december 1890 in de Filipijnse hoofdstad Manilla. Zijn ouders waren Protasio Cuaderno en Francisca Pascual. Na zijn lagere schoolopleiding in Hongkong, studeerde hij aan de Philippine Normal School. Na het voltooien van deze opleiding begon hij aan een studie medicijnen op de University of the Philippines. Deze studie brak hij echter aan het einde van het eerste jaar af wegens gezondheidsproblemen. Hij studeerde daarna rechten aan de National University. Na het behalen van zijn Bachelor of Laws-diploma als valedictorian in 1919 slaagde hij datzelfde jaar voor het toelatingsexamen van de Filipijnse balie (bar exam) met het op een na beste resultaat.
Hij werkte als stenograaf voor het Executive Bureau. Na enige tijd maakte hij promotie en werd hoofd van een afdeling waar onder meer Jose Laurel, Gregorio Anonas, Antonio de las Alas en Elpidio Quirino werkzaam waren. In 1918 werd hij secretaris voor gouverneur-generaal Francis Burton Harrison en in 1922 hij technisch assistent voor de Filipijnse onafhankelijkheidsmissie in de Verenigde Staten. Na zijn terugkeer in de Filipijnen werd hij benoemd tot directeur van het Bureau of Supply en lid van de raad van bestuur van de Philippine National Bank (PNB). Niet lang daarna werd hij vicepresident van de PNB en was hij vier jaar lang plaatsvervangend bankpresident.
In 1934 was hij afgevaardigde op de Constitutionele Conventie namens Bataan en een van de zeven commissieleden van "wijze mannen" die samen de Filipijnse Grondwet van 1935 ontwierpen. Na de Conventie reisde hij samen met Claro Recto en Manuel Roxas naar Washington DC om de Grondwet aan president Franklin D. Roosevelt aan te bieden voor ondertekening. Na terugkeer in de Filipijnen nam hij ontslag als vicepresident van de PNB en was hij enige tijd in de commerciële sector actief. In 1939 richtte hij de Philippine Bank of Commerce of en was hij tevens de eerste president van de bank.
Bij de uitbraak van de Tweede Wereldoorlog in de Filipijnen diende Cuaderno als majoor onder generaal Douglas MacArthur in USAFFE. Toen de Amerikaanse en Filipijnse troepen zich terugtrokken op Bataan bleef hij achter in Manilla. Na de herovering van de Filipijnen door de Amerikanen was Cuaderno economisch adviseur van president Sergio Osmena totdat de regering was gevormd. Later zette hij zich in voor de campagne van Manuel Roxas bij de presidentsverkiezingen 1946. Na de winst van Roxas werd hij benoemd tot voorzitter van de raad van bestuur van de National Development Company en volgde op 25 november 1946 een benoeming tot minister van Financiën. In zijn termijn als minister, die duurde tot 2 januari 1949, was hij betrokken bij de oprichting van de centrale bank van de Filipijnen, de Bangko Sentral ng Pilipinas. Na de oprichting ervan in 1949, werd Cuaderno benoemd tot de eerste gouverneur van de centrale bank. Deze functie bekleedde hij tot aan de verkiezing van president Diosdado Macapagal in 1960. Daarnaast zat Cuaderno in die tijd in de raad van bestuur van diverse staatsbedrijven.
Cuaderno overleed in 1975 op 84-jarige leeftijd. Hij was getrouwd met Mercedes Martin en had met haar acht kinderen.